# 巴丁人
巴丁人，是馬來人的一個分支，分布在印尼蘇門答臘的占碑省，人口約72000人。
他們說馬來語支碑方言，他們雖然是穆斯林，但實行母系制度，更接近米南佳保人。